# Upigny
Upigny (en wallon Upgnè) est un village de la vallée de la Mehaigne en Hesbaye namuroise (Belgique). Il se trouve à quelques kilomètres à l'ouest de la commune d'Éghezée à laquelle il est administrativement rattaché (Région wallonne de Belgique). C'était une commune à part entière avant la fusion des communes de 1977.
Jusqu’en 1837, Upigny a toujours été un hameau qui dépendait de Dhuy. Cette année-là, elle est devenue une commune indépendante.

## Étymologie
Un manuscrit du IXe siècle fait référence au village sous le nom latin d'Hulpiciacum.

## Évolution démographique
- Source: DGS, 1831 à 1970=recensements population, 1976= habitants au 31 décembre

## Patrimoine et culture

### Patrimoine architectural
- Eglise Saint-Pierre. (1783)[1].
- Maison du Chanoine, située dans un parc, d'esprit classique daté de 1816 par ancres autrefois habité par le chanoine Mathias Petit (1813-1894)[1].
- Ferme Saint-Michel ou de la Tour, place d'Upigny. Ancien fief qui est cité pour la première fois en 1358 passé successivement aux Donglebert, Witzelen et Gerlays[2].
- Quadrilatère de style néo-classique construit à partir du XVIIe siècle[2], situé roue de la Bruyère.